# Spot A Fake
«Spot a Fake» es una canción de la cantante estadounidense Ava Max. Fue lanzada el 20 de septiembre de 2024 a través de Atlantic Records.

## Antecedentes y lanzamiento
El 2 de julio de 2024, Max publicó un adelanto de «Spot a Fake» en sus redes sociales.El 13 de septiembre, anunció la fecha de lanzamiento del sencillo, seguida de la revelación de la portada tres días después, la cual rinde homenaje a la película Moonrise Kingdom (2012). Max afirmó que la canción y su video cuentan una «historia de traición y de romper el código entre amigas», inspirada en momentos que sacudieron su círculo cercano.
En un video promocional, se muestra a una amiga levantando un cuchillo detrás de la espalda de Max, lo que llevó a los fanáticos a especular que representaba a su antigua colaboradora Madison Love. La canción fue lanzada para descarga digital y streaming el 20 de septiembre. Fue escrita por Max, LØLØ, Salem Ilese y su productor Grand Boutin.

## Créditos y personal
Créditos adaptados de YouTube.
Amanda Ava Koçi – voz, composición
Grant Boutin – composición, producción
Lauren Mandel – composición
Salem Ilese – composición
Kyle Buckley – producción
Chris Gehringer – masterización
Tom Norris – ingeniero de mezcla
Alex Kade – producción

## Listas

### Listas semanales
| Listas (2024–2025)                             | Posición más alta |
| ---------------------------------------------- | ----------------- |
| Bielorrusia TopHit)                            | 8                 |
| CEI (Tophit)                                   | 4                 |
| Croacia (Top lista)                            | 13                |
| Estonia (TopHit)                               | 31                |
| Finlandia (Suomen virallinen radiosoittolista) | 6                 |
| Hungría (Rádiós Top 40)                        | 3                 |
| Kazajistán (TopHit)                            | 1                 |
| Lithuania (TopHit)                             | 33                |
| Moldavia (TopHit)                              | 103               |
| Países Bajos (Tipparade)                       | 25                |
| Macedonia del Norte (Radiomonitor)             | 7                 |
| Polonia (Polish Airplay Top 100)               | 41                |
| Rusia (TopHit)                                 | 1                 |
| Eslovaquia (Rádio Top 100)                     | 10                |
| Corea del Sur BGM (Circle)                     | 29                |
| Suecia (Sverigetopplistan)                     | 2                 |
| Ucrania (TopHit)                               | 6                 |
| Reino Unido (UK Download Chart)                | 81                |
| UK Singles Sales (OCC)                         | 84                |
| Estados Unidos (Hot Dance/Electronic Songs)    | 19                |

### Listas mensuales
| Chart (2024-2025)          | Peak position |
| -------------------------- | ------------- |
| Bielorrusia (TopHit)       | 14            |
| CIS Airplay (TopHit)       | 5             |
| Estonia (TopHit)           | 39            |
| Kazajistán (TopHit)        | 3             |
| Lithuania (TopHit)         | 51            |
| Rusia (TopHit)             | 1             |
| Eslovaquia (Rádio Top 100) | 84            |
| Ucrania (TopHit)           | 13            |

### Listas de fin de año
| Listas (2024)        | Posición |
| -------------------- | -------- |
| Bielorrusia (TopHit) | 132      |
| CIS Airplay (TopHit) | 67       |
| Rusia (TopHit)       | 61       |